# Praia da Lota
A praia da Lota, também designada Praia do Alto ou Praia do Sítio do Alto, é uma praia situada na extremidade oriental da linha costeira da freguesia de Vila Nova de Cacela, Município de Vila Real de Santo António, no Algarve, Portugal. É ladeada a nascente pela Praia da Alagoa e a poente pela Praia da Manta Rota e constitui uma das praias da Baía de Monte Gordo.
Em 2015 tem atribuída a Bandeira Azul, atestando a boa qualidade das suas águas. Abonada por um mar calmo, a típica aldeia piscatória rendeu-se ao turismo de massas.

## Historia
A 24 de Junho de 1833 D. António José de Sousa Manuel e Meneses Severim de Noronha, Conde de Vila Flor e Duque da Terceira, desembarcou na praia da Lota com um contingente de 2500 homens. As tropas liberais atravessaram então o Algarve e o Alentejo e seguiram vitoriosas rumo a Lisboa. Este evento revelou-se fundamental para a vitória de D. Pedro IV contra os apoiantes de D. Miguel I durante a guerra civil portuguesa.